# الكامل في اللغة والأدب (كتاب)
الكامل في اللغة والأدب' كتاب في فن الأدب من تأليف المبرد، يقع الكتاب في أربعة أجزاء، وقد طُبع مرات عديدة. تم شرحه من قبل سيد المرصفي في ثمانية أجزاء كبيرة بعنوان «رغبة الأمل في شرح الكامل».

## مؤلف الكتاب
هو أبو العباس محمد بن يزيد بن عبد الأكبر الملقب بالمبرِّد، ولد بالبصرة سنة 210 هـ، طلب العلم صغيرًا، وتلقى على أعلام البصرة النحو واللغة والتصريف. ثم صار إماماً في النحو واللغة، وإليه انتهى علم العربية بعد طبقة الجرمي والمازني. واشتهر بإقراء كتاب سيبويه وهو غلام.
قال أبو بكر بن أبي الأزهر: «كان أبو العباس محمد بن يزيدَ من العلم وغَزارة الأدب، وكثرة الحفظ، وحسن الإشارة، وفصاحة اللسان، وبراعة البيان، ومُلُوكِيَّة المجالسة، وكَرَم العِشْرة، وبلاغة المكاتبة، وحَلاوة المخاطبة، وجَوْدة الخط، وصحَّة القريحة، وقُرْب الإفهام، ووضوح الشرْح، وعُذوبة المنطق... على ما ليس عليه أحد ممَّن تقدَّمه أو تأخَّر عنه.» 
وكان إسماعيل بن إسحاق القاضي يقول: لم يرَ المبرّد مثلَ نفسه ممَّن كان قبلَه، ولا يوفى بعدَه مثلُه.
وظل بالبصرة إلى سنة 246هـ، حيث ورد إلى (سر من رأى) بطلب من الخليفة المتوكل، وعندما قتل المتوكل سنة 247هـ رحل إلى بغداد واتصل بالأمير محمد بن عبد الله بن طاهر فأكرمه وأجرى عليه أرزاقًا، [ولم يكن أبو العباس محمد بن يزيد -على رياسته، وتفرُّده بمذهب أصحابه، وإرْبائه عليهم بفطنتهم وصحَّة قريحته- متخلِّفًا في قول الشعر، وكان لا يَنْتَحل ذلك ولا يَعْتَزِي إليه، ولا يرسُم نفسَه به، وله أشعار كثيرة، منها قوله:
وتوفي ببغداد سنة 285 هـ ودفن بمقبرة باب الكوفة.
قال عنه ابن جني: «يعد جبلاً في العلم، وإليه أفضت مقالات أصحابنا، وهو الذي نقلها وقررها وأجرى الفروع والعلل والمقاييس عليها»
وقال الأزهري: «كان أعلم الناس بمذاهب البصريين في النحو ومقاييسه».
أخذ عن كثير من أئمة عصره كأبي عمر الجرمي (ت 225هـ)وقد ابتدأ المبرد قراءة (الكتاب) عليه ثم توفي الجرمي قبل إتمام القراءة، وأبي محمد التوزي (ت 230هـ)، وأبي عثمان الجاحظ ت 255هـ)، وأبي حاتم السجستاني (ت 255هـ)، وأبي الفضل الرياشي (ت 257هـ)، والقاضي إسماعيل بن إسحاق (ت 282) وكانت وفاته هي الباعث لتأليف المبرد كتاب (التعازي والمراثي)، وأبي عثمان المازني (ت248هـ) ختم عليه كتاب سيبويه وروى عنه القراءة وروى كتابه في التصريف وقال عنه المبرد: لم يكن بعد سيبويه أعلم من أبي عثمان بالنحو، وأبي إسحاق الزيادي (248هـ)، وغيرهم.
وأخذ عنه الكثير من العلماء كأبي إسحاق الزجاج (ت 311هـ)، وأبي الحسن علي بن سليمان الأخفش (ت315هـ) -وهو راوية كتابه الكامل-، وأبي بكر ابن السراج (ت 316هـ)، وأبي محمد ابن درستويه (ت347هـ)، وأحمد بن جعفر الدينوري ختن ثعلب (289هـ)، وابن أبي الأزهر وهو مستمليه، وأبي بكر بن الخياط (ت320هـ)، وأبي بكر بن شقير (ت317هـ)، وابن كيسان (ت299هـ)، والخليفة عبد الله بن المعتز (ت296هـ)، وغيرهم.

## أهمية الكتاب
يعد كتاب الكامل أصلاً من أصول علم الأدب وركنًا من أركانه، وقد أقبل العلماء وطلاب الأدب على قراءته وإقرائه، ومنهم من شرحه ومنهم من علق عليه ونبه على أغلاطه.
ويعد الكتاب من أواخر ما كتب المبرد، ومن أهم كتبه عامة لأنه حوى طائفة كبيرة من مختار الشعر والنثر والأخبار، وفيه الكثير من التفسيرات اللغوية، والآراء النحوية.
- وذكر العلامة ابن خلدون في مقدمته مفهوم علم الأدب وأصوله ثم قال: (وقد سمعنا من شيوخنا في مجالس التعليم أن أصول هذا الفن وأركانه أربعة دواوين: وهي أدب الكتاب لابن قتيبة، وكتاب الكامل للمبرد، وكتاب البيان والتبيين للجاحظ، وكتاب النوادر لأبي علي القالي البغدادي، وما سوى ذلك فتبع لها وفروع عنها).[3]
- وقال القاضي الفاضل (طالعته سبعين مرة، وكل مرة أزداد منه فوائد).
- وقد تحدث عن أهمية الكتاب أيضا أبو الفرج المعافى بن زكريا في كتابه (الجليس الصالح الكافي والأنيس الناصح الشافي) يقول: «وعمل أبو العباس محمد بن يزيد النحوي كتابه الذي سماه «الكامل» وضمنه أخبارا وقصصا لا إسناد لكثير منها، وأودعه من اشتقاق اللغة وشرحها وبيان أسرارها وفقهها ما يأتي مثله به، لسعة علمه وقوة فهمه ولطيف فكرته، وصفاء قريحته، ومن جلي النحو والإعراب وغامضها ما يقل وجود من يسد فيه مسده».[4]

ويعد كتاب الكامل مصدراً مهمًّا لدراسة أخبار الخوارج إذ أورد عددًا كبيرًا من أخبارهم واستطرد في إيراد أشعارهم وخطبهم وذكر فرقهم وحروبهم وقوادهم في باب مستقلٍّ أبان فيه عن منهجه في ذكر أخبار الخوارج فقال (وأخبار الخوارج كثيرة طويلة، وليس كتابنا مفردًا لهم، ولكنا نذكر من أمورهم ما فيه معنىً وأدب، أو شعر مستطرف، أو كلام من خطبة معروفة مختارة) وأتبع المبرد هذا الباب بعدة أبواب تحدث فيها عنهم بحديث طويل مفصّل فيه استطراد كبير، وقد يخرج إلى ذكر أمور أخرى ثم يعود إلى حديث الخوارج.. واعتذر المبرد عن الإطالة في أخبارهم بعد أن انتهى من ذكرها فقال (وهذا الباب لم نبتدئه لتتصل فيه أخبار الخوارج، ولكن ربما اتصل شيء بشيء، والحديث ذو شجون، ويقترح المقترح ما يفسخ به عزم صاحب الكتاب، ويصده عن سنته، ويزيله عن طريقه)...
- وفي الكتاب إشارات بلاغية مهمة فهو يتحدث عن الكناية وأقسامها، والمجاز وأنواعه، والاستعارة وألوانها، والالتفات والتجريد، وأطنب القول في التشبيه، وعقد له باب خاصاً، وبين أن (العرب تشبه على أربعة أضرب، فتشبيه مفرط، وتشبيه مصيب، وتشبيه مقارب، وتشبيه بعيد يحتاج إلى التفسير ولا يقوم بنفسه، وهو أخشن الكلام) وخص الإيجاز، ويسميه الاختصار، ويقيده بالمفهم، والإطناب ويصفه بالمفخم، بباب آخر أورد فيه ألواناً (من ألفاظ العرب البينة، القريبة، المفهمة، الحسنة الوصف، الجميلة الرصف).
- ويتميز الكتاب أيضًا بكثرة القضايا اللغوية درسًا وتناولاً واستشهادًا في مختلف صفحات الكتاب، فهو يشرح كل نص شرحًا يتحرى الدقة والعمق والتفريع.
- وهو يحتوي على عدد كبير من الأمثال العربية وشرحها بلغت خمسة وسبعين مثلاً، مع ذكر أصلها والمناسبة التي تقال فيها.
- وعمد المبرد إلى إيراد كثير من أقوال الحكماء وأخبارهم، حتى إنه جعل فصلاً في ذلك عنوانه: نبذ من أخبار الحكماء.
- كذلك عالج الكتاب كثيرًا من القضايا النحوية، وهذا ظاهر جلي في الكتاب ويورد المبرد - وهو رأس النحاة البصريين في عصره- المسائل النحوية في إثر شرح النصوص وذكر قضاياها اللغوية .
- والميزة اللطيف في الكتاب أنه يتوشح بنكات وطرائف يوردها المؤلف بين الحين والحين، مما يجعل القارئ يستريح من عناء أو تعب، وينشط إذا مل أو سئم، وهو في هذه النكات لا يخرج إلى الفحش وخدش الحياء، بل كل الطرائف التي يوردها من الحديث المنعش المليح.
وهو من أمتع كتب العربية، فهو يثقف النفس، ويهذب الروح، ويصقل العقل، ويوسع الأفق، وينمي في الإنسان ملكة حب المعرفة.

## منهج الكتاب
- أبان المبرد عن موضوع كتابه ومنهجه في أول الكتاب بقوله: (هذا كتاب ألفناه يجمع ضروباً من الآداب، ما بين كلام منثور، وشعر مرصوف، ومثل سائر، وموعظة بالغة، واختيار من خطبة شريفة، ورسالة بليغة. والنية فيه أن نفسر كل ما وقع في هذا الكتاب من كلام غريب، أو معنى مستغلق، وأن نشرح ما يعرض فيه من الإعراب شرحاً شافيًا، حتى يكون هذا الكتاب بنفسه مكتفيًا، وعن أن يرجع إلى أحد في تفسيره مستغنياً).[6]
- وقد رتب المبرد كتابه على أبواب مختلفة ومتفرقة، بلغت تسعة وخمسين بابا؛ صدره بباب في الكلام عن قوله – صلى الله عليه وسلم – للأنصار:«إنكم لتكثرون عند الفزع وتقلون عند الطمع»[7]، وختمه بباب عنوانه: من متنخل طريف الشعر وذكر آيات من القرآن ربما غلط في مجازها النحويون.[8]
- وتقسيم المبرد كتابه إلى أبواب لم يكن على نظام معين أو نسق مرتب -فيما يظهر- ، والظاهر أن هذا الترتيب الذي لم يكن سياقه منظماً كان يقصد إليه قصداً في كتب الأدب تجنباً لإملال السامع وراحةً لذهن القارئ. بيد أن هذا التقسيم حوى من الفوائد والآداب ما جعل هذا الكتاب متميزاً في بابته، وركناً من أركان الأدب وأصلاً من أصوله.

## شروح الكتاب
- ذكر بروكلمان في كتابه تاريخ الأدب العربي شرحاً مجهول المؤلف في مكتبة إسماعيل أفندي في إسطنبول.[9]
- وطبع كتاب (القرط على الكامل) لأبي الوليد الوقشي (ت 489هـ) وابن السيد البطليوسي(ت 521هـ) في الباكستان بتحقيق ظهور أحمد أظهر سنة 1980.
- ونبه على أغلاطه الإمام علي بن حمزة اللغوي البصري (ت 375هـ) في كتابه (التنبيهات على أغاليط الرواة). نشره الشيخ عبد العزيز الميمني مع كتاب المقصور والممدود للفراء وأصدرته دار المعارف بمصر عام 1967.
- وشرحه الشيخ الدلجموني وطبع في القاهرة 1347.
- وهذبه السباعي بيومي في جزأين وطبع بالقاهرة 1923.
- واختار الدكتور حسين نصار نصوصاً من الكامل جمعها في كتاب سماه (المختار من كتاب الكامل) طبع بالقاهرة 2002.
- وشرحه الشيخ سيد بن علي المرصفي شرحاً سماه (رغبة الآمل من كتاب الكامل) في ثمانية مجلدات سنة 1928. وأبان المرصفي عن منهجه في الشرح بقوله في مقدمة الكتاب: «فأحببنا أن نبين للناس ما فيه، بحسن التنبيه، في شرح لطيف لا يمل مطالعه، ولا يسأم سامعه، وقد أسميته (رغبة الآمل من كتاب الكامل) مهتماً به ببيان ما حاد فيه أبو العباس عن سنن الصواب من خطأ في الرواية، وخطل في الدراية (ولا ينبئك مثل خبير). هذا وقد أردنا إذا ذكر أبو العباس شاهداً من شعر العرب أن نورد قصيدته مع ضبط كلماتها وبيان مبهماتها، رغبة في الفائدة، وصلة العائدة».[10]

## طبعات الكتاب
- طبعة المستشرق وليم رايت في ليزبج في عشرة أجزاء بين أعوام (1864-1874).
- طبعة القسطنطينية 1869.
- طبعة مكتبة مصطفى البابي الحلبي، حقق منها الدكتور زكي مبارك جزءاً، وأتمها العلامة الشيخ المحدِّث أحمد محمد شاكر رحمه الله، ثم صنع فهارسها الأستاذ سيد كيلاني 1933.
- طبعة دار نهضة مصر للطبع والنشر بالقاهرة، حققها الأستاذ محمد أبو الفضل إبراهيم والأستاذ السيد شحاته 1956.
- طبعة مؤسسة الرسالة- بيروت، حققها الدكتور محمد أحمد الدالي، الطبعة الأولى 1986. (رضي عنها العلامة أحمد راتب النفاخ، وشيخ العربية محمود محمد شاكر، والأستاذ الدكتور شاكر الفحَّام)
- طبعة بتحقيق عبد الحميد هنداوي. طبعتها وزارة الأوقاف السعودية عام 1998.